# Alisson Becker
Alisson Ramses Becker známý též jako Alisson (* 2. října 1992 Novo Hamburgo) je brazilský fotbalový brankář a reprezentant, od července roku 2018 hráč anglického klubu Liverpool FC.
V září 2019 získal ocenění FIFA Nejlepší gólman sezóny a v prosinci obdržel Jašinovu trofej pro nejlepšího brankáře světa.

## Klubová kariéra
Alisson začal svou kariéru v klubu Internacional, kde odehrál více než 100 zápasů a vyhrál Campeonato Gaúcho v každé ze svých čtyř sezón v klubu. V roce 2016 dokončil přestup do italského AS Řím za 7,5 milionu eur, kde zpočátku byl brankářkou dvojkou, za Wojciechem Szczęsnym, než se dostal do základní sestavy. V červenci 2018 přestoupil Alisson do Liverpoolu za počáteční poplatek ve výši 62,5 milionu eur (56 milionů liber), který mohl vzrůst až na 72 milionů eur (66,8 milionu liber); čímž se stal nejdražším brankářem historie. Překonal dosavadní rekord Gianluigiho Buffona, který v roce 2001 přestoupil z Parmy do Juventusu za skoro 54 mil. euro.
Ve své první sezóně v klubu získal Zlatou rukavici Premier League za nejvíce čistých kont listy v lize (21) a ve finále Ligy mistrů UEFA si připsal další čisté konto, čímž pomohl Liverpoolu vyhrát jejich šestý evropský pohár. Následující sezónu udržel čistý štít ve finále Mistrovství světa ve fotbale klubů, když jeho tým zvítězil v prodloužení nad brazilským Flamengem. Hrál taky velmi důležitou roli v klubu v sezóně 2019/2020, když i díky němu získal Liverpool po 30 letech titul pro vítěze anglické Premier League.

## Reprezentační kariéra
Alisson nastupoval za Brazílii na různých mládežnických úrovních předtím, než v roce 2015 debutoval v reprezentačním áčku. Za to odehrál Copu América Centenario v roce 2016, Mistrovství světa v roce 2018 v Rusku a Copu América v roce 2019, kterou s týmem vyhrál a dokonce byl vyhlášen jako nejlepší gólman soutěže.

## Statistiky

### Klubové
K zápasu odehranému 26. července 2020
| Klub          | Sezóna    | Liga           | Liga | Liga  | Státní liga | Státní liga | Pohár | Pohár | Ligový pohár | Ligový pohár | Kontinentální | Kontinentální | Ostatní | Ostatní | Celkem | Celkem |
| Klub          | Sezóna    | Division       | Apps | Goals | Apps        | Goals       | Apps  | Goals | Apps         | Goals        | Apps          | Goals         | Apps    | Goals   | Apps   | Goals  |
| ------------- | --------- | -------------- | ---- | ----- | ----------- | ----------- | ----- | ----- | ------------ | ------------ | ------------- | ------------- | ------- | ------- | ------ | ------ |
| Internacional | 2013      | Série A        | 6    | 0     | 1           | 0           | 2     | 0     | —            | —            | —             | —             | —       | —       | 9      | 0      |
| Internacional | 2014      | Série A        | 11   | 0     | 3           | 0           | 0     | 0     | —            | —            | —             | —             | 14      | 0       | 28     | 0      |
| Internacional | 2015      | Série A        | 26   | 0     | 15          | 0           | 4     | 0     | —            | —            | 12            | 0             | —       | —       | 57     | 0      |
| Internacional | 2016      | Série A        | 1    | 0     | 17          | 0           | 0     | 0     | —            | —            | —             | —             | 3       | 0       | 21     | 0      |
| Internacional | Celkem    | Celkem         | 44   | 0     | 36          | 0           | 6     | 0     | —            | —            | 12            | 0             | 17      | 0       | 115    | 0      |
| AS Řím        | 2016/2017 | Serie A        | 0    | 0     | —           | —           | 4     | 0     | —            | —            | 11            | 0             | —       | —       | 15     | 0      |
| AS Řím        | 20172018  | Serie A        | 37   | 0     | —           | —           | 0     | 0     | —            | —            | 12            | 0             | —       | —       | 49     | 0      |
| AS Řím        | Celkem    | Celkem         | 37   | 0     | —           | —           | 4     | 0     | —            | —            | 23            | 0             | —       | —       | 64     | 0      |
| Liverpool     | 2018/2019 | Premier League | 38   | 0     | —           | —           | 0     | 0     | 0            | 0            | 13            | 0             | —       | —       | 51     | 0      |
| Liverpool     | 2019/2020 | Premier League | 29   | 0     | —           | —           | 0     | 0     | 0            | 0            | 5             | 0             | 3       | 0       | 37     | 0      |
| Liverpool     | Celkem    | Celkem         | 67   | 0     | —           | —           | 0     | 0     | 0            | 0            | 18            | 0             | 3       | 0       | 88     | 0      |
| Celkem        | Celkem    | Celkem         | 148  | 0     | 36          | 0           | 10    | 0     | 0            | 0            | 53            | 0             | 21      | 0       | 267    | 0      |